# Frankrike i olympiska sommarspelen 1976
Frankrike deltog i de olympiska sommarspelen 1976 med en trupp bestående av 206 deltagare, 177 män och 29 kvinnor, vilka deltog i 128 tävlingar i 18 sporter. Landet slutade på sextonde plats i medaljligan, med två guldmedaljer och nio medaljer totalt.

## Medaljer
| Medalj | Namn | Sport         | Gren                           |
| ------ | --- | ------------- | ------------------------------ |
| 1      | Guy Drut | Friidrott     | Herrarnas 110 meter häck       |
| 1      | Marcel Rozier Michel Roche Marc Roguet Hubert Parot                                                           | Ridsport      | Lagtävlingen i hoppning        |
| 2      | Daniel Morelon                                                                                                | Cykling       | Herrarnas sprint               |
| 2      | Brigitte Latrille-Gaudin Brigitte Gapais-Dumont Christine Muzio Veronique Trinquet Claudette Herbster-Josland | Fäktning      | Damernas lagtävling i florett  |
| 2      | Daniel Senet                                                                                                  | Tyngdlyftning | Herrarnas 67.5 kg              |
| 3      | Bernard Talvard                                                                                               | Fäktning      | Herrarnas florett              |
| 3      | Christian Noël Bernard Talvard Didier Flament Frederic Pietruszka Daniel Revenu                               | Fäktning      | Herrarnas lagtävling i florett |
| 3      | Henri Boerio                                                                                                  | Gymnastik     | Herrarnas barr                 |
| 3      | Patrick Vial                                                                                                  | Judo          | Herrarnas 70 kg                |

## Boxning
| Idrottare            | Gren            | Omgång 1              | Omgång 2                | Omgång 3             | Kvartsfinal          | Semifinal            | Final                | Final     |
| Idrottare            | Gren            | Motståndare Resultat  | Motståndare Resultat    | Motståndare Resultat | Motståndare Resultat | Motståndare Resultat | Motståndare Resultat | Placering |
| -------------------- | --------------- | --------------------- | ----------------------- | -------------------- | -------------------- | -------------------- | -------------------- | --------- |
| José Leroy           | Lätt flugvikt   | Abdelwahab (EGY) 1-KO | Gick inte vidare        | Gick inte vidare     | Gick inte vidare     | Gick inte vidare     | Gick inte vidare     |           |
| Aldo Cosentino       | Bantamvikt      | Bye                   | Andreykovski (BUL) 3-KO | Gick inte vidare     | Gick inte vidare     | Gick inte vidare     | Gick inte vidare     |           |
| Serge Thomas         | Fjädervikt      | Bye                   | Weller (FRG) 2-3        | Gick inte vidare     | Gick inte vidare     | Gick inte vidare     | Gick inte vidare     |           |
| Jean-Claude Ruiz     | Lätt weltervikt | Bye                   | Cutov (ROU) 0-5         | Gick inte vidare     | Gick inte vidare     | Gick inte vidare     | Gick inte vidare     |           |
| Jean-Pierre Malavasi | Mellanvikt      | Bye                   | Pasiewicz (POL) 2-KO    | Gick inte vidare     | Gick inte vidare     | Gick inte vidare     | Gick inte vidare     |           |
| Hocine Tafer         | Lätt tungvikt   | Suarez (ARG) 1-KO     | Gick inte vidare        | Gick inte vidare     | Gick inte vidare     | Gick inte vidare     | Gick inte vidare     |           |

## Bågskytte
Damernas individuella tävling
- Christine Ventrillon – 2298 poäng (→ 17:e plats)

Herrarnas individuella tävling
- Albert Le Tyrant – 2408 poäng (→ 12:e plats)

## Cykling
Herrarnas linjelopp
- Jean-René Bernaudeau — 4:47:23.0 (→ 7:e plats)
- Christian Jourdan — fullföljde inte (→ ingen placering)
- Francis Duteil — fullföljde inte (→ ingen placering)
- René Bittinger — fullföljde inte (→ ingen placering)

Herrarnas lagtempo
- Claude Buchon
- Loic Gautier
- Jean-Paul Maho
- Jean-Michel Richeux

Herrarnas sprint
- Daniel Morelon —  Silver

Herrarnas tempolopp
- Eric Vermeulen — 1:07,846 (→ 5:e plats)

Individual pursuit
- Jean-Jacques Rebière — 12:e plats

Herrarnas lagförföljelse
- Paul Bonno
- Jean-Marcel Brouzes
- Jean-Jacques Rebière
- Pierre Trentin

## Fotboll
Herrar
Gruppspel
| Nr | Lag       | S | V | O | F | GM | IM | MS | P |
| -- | --------- | - | - | - | - | -- | -- | -- | - |
| 1  | Frankrike | 3 | 2 | 1 | 0 | 9  | 3  | +6 | 5 |
| 2  | Israel    | 3 | 0 | 3 | 0 | 3  | 3  | 0  | 3 |
| 3  | Mexiko    | 3 | 0 | 2 | 1 | 4  | 7  | −3 | 2 |
| 4  | Guatemala | 3 | 0 | 2 | 1 | 2  | 5  | −3 | 2 |

Slutspel
|  | Kvartsfinal               | Kvartsfinal            |                         |   | Semifinal               | Semifinal               |   |  | Final | Final |
|  |                           |                        |                         |   |                         |                         |   |  |       |       |
|  | 25 juli 1976 - Ottawa     |                        |                         |   |                         |                         |   |  |       |       |
|  |                           |                        |                         |   |                         |                         |   |  |       |       |
|  | Östtyskland               | 4                      |                         |   |                         |                         |   |  |       |       |
|  | Östtyskland               | 4                      | 27 juli 1976 - Montreal |   |                         |                         |   |  |       |       |
|  | Frankrike                 | 0                      |                         |   |                         |                         |   |  |       |       |
|  | Frankrike                 | 0                      | Östtyskland             | 2 |                         |                         |   |  |       |       |
|  | 25 juli 1976 - Sherbrooke |                        | Östtyskland             | 2 |                         |                         |   |  |       |       |
|  |                           | Sovjetunionen          | 1                       |   |                         |                         |   |  |       |       |
|  | Sovjetunionen             | Sovjetunionen          | 1                       | 2 |                         |                         |   |  |       |       |
|  | Sovjetunionen             |                        | 31 juli 1976 - Montreal | 2 |                         |                         |   |  |       |       |
|  | Iran                      | 1                      |                         |   |                         |                         |   |  |       |       |
|  | Iran                      | 1                      | Östtyskland             | 3 |                         |                         |   |  |       |       |
|  | 25 juli 1976 - Toronto    |                        | Östtyskland             | 3 |                         |                         |   |  |       |       |
|  |                           | Polen                  | 1                       |   |                         |                         |   |  |       |       |
|  | Brasilien                 | Polen                  | 1                       | 4 |                         |                         |   |  |       |       |
|  | Brasilien                 | 27 juli 1976 - Toronto |                         | 4 |                         |                         |   |  |       |       |
|  | Israel                    | 1                      |                         |   |                         |                         |   |  |       |       |
|  | Israel                    | 1                      | Polen                   | 2 | Bronsmatch              | Bronsmatch              |   |  |       |       |
|  | 25 juli 1976 - Montreal   |                        | Polen                   | 2 | Bronsmatch              | Bronsmatch              |   |  |       |       |
|  |                           | Brasilien              | 0                       |   | 29 juli 1976 - Montreal | 29 juli 1976 - Montreal |   |  |       |       |
|  | Polen                     | Brasilien              | 0                       | 5 | 29 juli 1976 - Montreal | 29 juli 1976 - Montreal |   |  |       |       |
|  | Polen                     |                        |                         |   |                         | Sovjetunionen           | 2 |  |       |       |
|  | Nordkorea                 | 0                      |                         |   |                         | Sovjetunionen           | 2 |  |       |       |
|  | Nordkorea                 | 0                      | Brasilien               | 0 |                         |                         |   |  |       |       |
|  |                           |                        | Brasilien               | 0 |                         |                         |   |  |       |       |

## Friidrott
Damer
Bana och väg
| Idrottare                                                             | Gren       | Heat     | Heat      | Kvartsfinal | Kvartsfinal | Semifinal        | Semifinal        | Final            | Final            |
| Idrottare                                                             | Gren       | Resultat | Placering | Resultat    | Placering   | Resultat         | Placering        | Resultat         | Placering        |
| --------------------------------------------------------------------- | ---------- | -------- | --------- | ----------- | ----------- | ---------------- | ---------------- | ---------------- | ---------------- |
| Sylviane Telliez                                                      | 100 m      | 11.47    | 3 Q       | 11.64       | 6           | Gick inte vidare | Gick inte vidare | Gick inte vidare | Gick inte vidare |
| Chantal Réga                                                          | 200 m      | 23.54    | 4 Q       | 23.33       | 4 Q         | 23.00            | 4 Q              | 23.09            | 8                |
| Catherine Delachanal                                                  | 200 m      | 23.38    | 2 Q       | 23.65       | 5           | Gick inte vidare | Gick inte vidare | Gick inte vidare | Gick inte vidare |
| Nadine Prévost                                                        | 100 m häck | 13.70    | 4 Q       | i.u.        | i.u.        | 13.95            | 6                | Gick inte vidare | Gick inte vidare |
| Chantal Corbrejaud Catherine Delachanal Chantal Réga Sylviane Telliez | 4 x 100 m  | 43.95    | 5         | i.u.        | i.u.        | i.u.             | i.u.             | Gick inte vidare | Gick inte vidare |

Fältgrenar
| Idrottare                | Gren     | Kval  | Kval      | Final | Final     |
| Idrottare                | Gren     | Längd | Placering | Längd | Placering |
| ------------------------ | -------- | ----- | --------- | ----- | --------- |
| Marie-Christine Debourse | Höjdhopp | 1.80  | 4 Q       | 1.84  | 15        |

Herrar
Bana och väg
| Idrottare                                                                | Gren           | Heat     | Heat      | Kvartsfinal      | Kvartsfinal      | Semifinal        | Semifinal        | Final            | Final            |
| Idrottare                                                                | Gren           | Resultat | Placering | Resultat         | Placering        | Resultat         | Placering        | Resultat         | Placering        |
| ------------------------------------------------------------------------ | -------------- | -------- | --------- | ---------------- | ---------------- | ---------------- | ---------------- | ---------------- | ---------------- |
| Gilles Échevin                                                           | 100 m          | 10.53    | 1 Q       | 12.00            | 8                | Gick inte vidare | Gick inte vidare | Gick inte vidare | Gick inte vidare |
| Dominique Chauvelot                                                      | 100 m          | 10.79    | 5         | Gick inte vidare | Gick inte vidare | Gick inte vidare | Gick inte vidare | Gick inte vidare | Gick inte vidare |
| Jean-Claude Amoureux                                                     | 100 m          | 10.75    | 5         | Gick inte vidare | Gick inte vidare | Gick inte vidare | Gick inte vidare | Gick inte vidare | Gick inte vidare |
| Joseph Arame                                                             | 200 m          | 21.34    | 3 Q       | 21.04            | 3 Q              | 21.29            | 6                | Gick inte vidare | Gick inte vidare |
| Jean Mayer                                                               | 200 m          | 21.25    | 3 Q       | 24.27            | 8                | Gick inte vidare | Gick inte vidare | Gick inte vidare | Gick inte vidare |
| José Marajo                                                              | 800 m          | 1:49.60  | 5         | i.u.             | i.u.             | Gick inte vidare | Gick inte vidare | Gick inte vidare | Gick inte vidare |
| Marcel Philippe                                                          | 800 m          | 1:50.81  | 7         | i.u.             | i.u.             | Gick inte vidare | Gick inte vidare | Gick inte vidare | Gick inte vidare |
| Roqui Sanchez                                                            | 800 m          | DQ       | DQ        | i.u.             | i.u.             | Gick inte vidare | Gick inte vidare | Gick inte vidare | Gick inte vidare |
| Francis Gonzalez                                                         | 1 500 m        | 3:38.59  | 5 Q       | i.u.             | i.u.             | 3:40.73          | 6                | Gick inte vidare | Gick inte vidare |
| Jean Conrath                                                             | 5 000 m        | 13:34.39 | 5         | i.u.             | i.u.             | Gick inte vidare | Gick inte vidare | Gick inte vidare | Gick inte vidare |
| Jacky Boxberger                                                          | 5 000 m        | 13:36.94 | 10        | i.u.             | i.u.             | Gick inte vidare | Gick inte vidare | Gick inte vidare | Gick inte vidare |
| Jean-Paul Gomez                                                          | 10 000 m       | 28:10.52 | 2 Q       | i.u.             | i.u.             | i.u.             | i.u.             | 28:24.07         | 9                |
| Lucien Rault                                                             | 10 000 m       | 29:40.76 | 11        | i.u.             | i.u.             | i.u.             | i.u.             | Gick inte vidare | Gick inte vidare |
| Pierre Lévisse                                                           | 10 000 m       | 30:07.84 | 12        | i.u.             | i.u.             | i.u.             | i.u.             | Gick inte vidare | Gick inte vidare |
| Fernand Kolbeck                                                          | Maraton        | i.u.     | i.u.      | i.u.             | i.u.             | i.u.             | i.u.             | 2:22:56          | 34               |
| Guy Drut                                                                 | 110 m häck     | 14.04    | 3 Q       | i.u.             | i.u.             | 13.49            | 2 Q              | 13.30            | 1                |
| Jean-Pierre Corval                                                       | 110 m häck     | 14.00    | 4 Q       | i.u.             | i.u.             | 13.97            | 7                | Gick inte vidare | Gick inte vidare |
| Jean-Claude Nallet                                                       | 400 m häck     | 50.77    | 3 Q       | i.u.             | i.u.             | 50.08            | 5                | Gick inte vidare | Gick inte vidare |
| Jean-Pierre Perrinelle                                                   | 400 m häck     | 50.78    | 3 Q       | i.u.             | i.u.             | 50.82            | 5                | Gick inte vidare | Gick inte vidare |
| Jean-Paul Villain                                                        | 3 000 m hinder | 8:35.03  | 7         | i.u.             | i.u.             | i.u.             | i.u.             | Gick inte vidare | Gick inte vidare |
| Jean-Claude Amoureux Joseph Arame Lucien Sainte-Rose Dominique Chauvelot | 4 x 100 m      | 39.71    | 2 Q       | i.u.             | i.u.             | 39.33            | 2 Q              | 39.16            | 7                |
| Hugues Roger Roger Vélasquez Francis Kerbiriou Hector Llatser            | 4 x 400 m      | 3:05.48  | 4         | i.u.             | i.u.             | i.u.             | i.u.             | Gick inte vidare | Gick inte vidare |
| Gérard Lelièvre                                                          | 20 km gång     | i.u.     | i.u.      | i.u.             | i.u.             | i.u.             | i.u.             | 1:29:53.6        | 9                |

Fältgrenar
| Idrottare           | Gren          | Kval  | Kval      | Final            | Final            |
| Idrottare           | Gren          | Längd | Placering | Längd            | Placering        |
| ------------------- | ------------- | ----- | --------- | ---------------- | ---------------- |
| Jacques Rousseau    | Längdhopp     | 7.82  | 8 Q       | 8.00             | 4                |
| Philippe Deroche    | Längdhopp     | 7.38  | 26        | Gick inte vidare | Gick inte vidare |
| Bernard Lamitié     | Tresteg       | 16.39 | 10 Q      | 16.23            | 11               |
| Paul Poaniéwa       | Höjdhopp      | 2.05  | 24        | Gick inte vidare | Gick inte vidare |
| Jacques Aletti      | Höjdhopp      | 2.05  | 29        | Gick inte vidare | Gick inte vidare |
| Patrick Abada       | Stavhopp      | 5.10  | 1 Q       | 5.45             | 4                |
| Jean-Michel Bellot  | Stavhopp      | 5.10  | 19 Q      | 5.40             | 7                |
| François Tracanelli | Stavhopp      | 5.10  | 1 Q       | NH               | NH               |
| Yves Brouzet        | Kulstötning   | 19.14 | 14        | Gick inte vidare | Gick inte vidare |
| Jacques Accambray   | Släggkastning | 70.72 | 7 Q       | 70.44            | 9                |

Kombinerade grenar – tiokamp
| Idrottare            | Gren     | 100 m | LJ   | SP    | HJ   | 400 m | 110H  | DT    | PV   | JT    | 1500 m  | Final | Placering |
| -------------------- | -------- | ----- | ---- | ----- | ---- | ----- | ----- | ----- | ---- | ----- | ------- | ----- | --------- |
| Philippe Bobin       | Resultat | 11.07 | 7.14 | 14.12 | 1.91 | 49.79 | 14.96 | 39.84 | 4.90 | 50.74 | 4:59.65 | 7580  | 14        |
| Philippe Bobin       | Poäng    | 787   | 848  | 736   | 779  | 814   | 853   | 682   | 1028 | 643   | 410     | 7580  | 14        |
| Gilles Gémise-Fareau | Resultat | 11.15 | 6.74 | 12.10 | 1.94 | 50.09 | 14.89 | 40.12 | 4.60 | 52.04 | 4:31.81 | 7486  | 17        |
| Gilles Gémise-Fareau | Poäng    | 768   | 765  | 606   | 804  | 801   | 860   | 688   | 957  | 660   | 577     | 7486  | 17        |

## Fäktning
Herrarnas florett
- Bernard Talvard
- Frédéric Pietruszka
- Christian Noël

Herrarnas lagtävling i florett
- Daniel Revenu, Christian Noël, Didier Flament, Bernard Talvard, Frédéric Pietruszka

Herrarnas värja
- Philippe Boisse
- Philippe Riboud
- Jacques La Degaillerie

Herrarnas lagtävling i värja
- Philippe Boisse, François Jeanne, Philippe Riboud, Jacques La Degaillerie

Herrarnas sabel
- Patrick Quivrin
- Régis Bonissent
- Philippe Bena

Herrarnas lagtävling i sabel
- Philippe Bena, Régis Bonissent, Bernard Dumont, Didier Flament, Patrick Quivrin

Damernas florett
- Brigitte Gapais-Dumont
- Claudie Herbster-Josland
- Brigitte Latrille-Gaudin

Damernas lagtävling i florett
- Brigitte Latrille-Gaudin, Brigitte Gapais-Dumont, Christine Muzio, Véronique Trinquet, Claudie Herbster-Josland

## Modern femkamp
Herrarnas individuella tävling i modern femkamp vid olympiska sommarspelen 1976
- Alain Cortes
- Claude Guiguet
- Michel Gueguen

Herrarnas lagtävling i modern femkamp vid olympiska sommarspelen 1976
- Alain Cortes
- Claude Guiguet
- Michel Gueguen